# Tarso Tieroko
Le Tarso Tieroko est un volcan du Tchad situé au centre du massif du Tibesti et culminant à 2 925 mètres d'altitude. C'est un dôme de lave complexe et l'un des plus anciens volcans du massif.

## Ascension
En 1957, les Britanniques R. Steele, R.F. Tuck et W.W. Marks de l'université de Cambridge se rendent au Tarso Tieroko, que Wilfred Thesiger a observé en août 1938 et qualifié de « la plus splendide des montagnes du Tibesti », et qui semble offrir des possibilités intéressantes d'escalade. Ils partent de l'enneri Yebbigué, après s'être offert les services de guides et de dromadaires, et atteignent la montagne après trois jours de marche. Ils passent la semaine suivante à explorer le versant méridional et à gravir des sommets secondaires, The Imposter et Hadrian's Peak, situés sur une crête au nord, depuis un camp établi dans l'enneri Modragé, à l'ouest de ces derniers. Finalement, ils se lancent dans l'ascension du Tieroko, depuis l'enneri Paradise au nord-ouest du sommet mais doivent rebrousser chemin à soixante mètres de la cime, en raison de la verticalité du passage et de la fragilité de la roche qui interdit la pose de piton, et donc le franchissement du ressaut en escalade artificielle.